# East Finchley

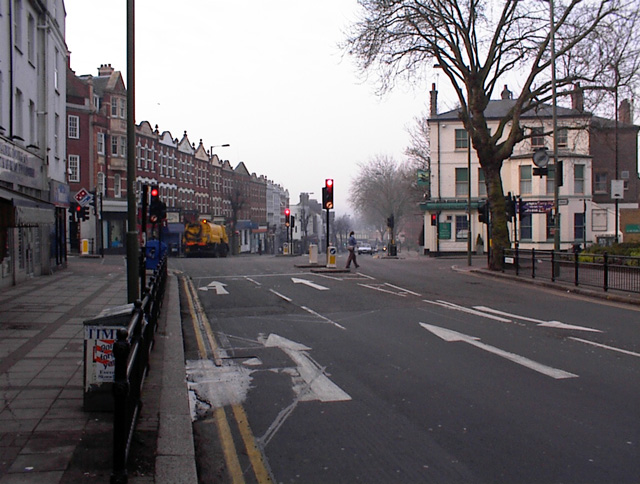
East Finchley

East Finchley is een wijk in het Londense bestuurlijke gebied Barnet, in de regio Groot-Londen.

## Geboren
- Ronald Aylmer Fisher (1890-1962), geneticus
- George Michael (1963-2016), zanger